# Oscar al miglior cortometraggio a 2 bobine
L'Oscar al miglior cortometraggio a 2 bobine veniva assegnato al miglior cortometraggio a 2 bobine maggiormente votato dall'Academy.

## Vincitori e candidati
Vengono di seguito indicati in grassetto i vincitori. Ove ricorrente e disponibile, viene indicato il titolo in lingua italiana e quello in lingua originale tra parentesi. Gli anni indicati sono quelli in cui è stato assegnato il premio e non quello in cui è stato diretto il film. 

### 1930
- 1936
  - The Public Pays, regia di Errol Taggart
  - Double or Nothing, regia di Joseph Henabery
  - Dummy Ache, regia di Leslie Goodwins

- 1937
  - Torture Money, regia di Harold S. Bucquet
  - Deep South, regia di Leslie Goodwins
  - Should Wives Work?, regia di Leslie Goodwins

- 1938
  - Declaration of Independence, regia di Crane Wilbur
  - Swingtime in the Movies, regia di Crane Wilbur
  - They're Always Caught, regia di Harold S. Bucquet

- 1939
  - Sons of Liberty, regia di Michael Curtiz
  - Drunk Driving, regia di David Miller
  - Five Times Five, regia di Ray Enright

### 1940
- 1940
  - Teddy, the Rough Rider, regia di Ray Enright
  - Eyes of the Navy, regia di Herman Hoffman
  - Service with the Colors, regia di B. Reeves Eason

- 1941
  - Main Street on the March!, regia di Edward L. Cahn
  - Alive in the Deep
  - Forbidden Passage, regia di Fred Zinnemann
  - The Gay Parisian, regia di Jean Negulesco
  - The Tanks Are Coming, regia di B. Reeves Eason

- 1942
  - Beyond the Line of Duty, regia di Lewis Seiler
  - Don't Talk, regia di Joseph M. Newman
  - Private Smith of the U.S.A., regia di Harry W. Smith

- 1943
  - Heavenly Music, regia di Josef Berne
  - Letter to a Hero, regia di Frederic Ullman Jr.
  - Mardi Gras, regia di Hugh Bennett
  - Women at War, regia di Jean Negulesco

- 1944
  - I Won't Play, regia di Gordon Hollingshead
  - Bombalera, regia di Noel Madison
  - Main Street Today, regia di Edward L. Cahn

- 1945
  - Star in the Night, regia di Don Siegel
  - A Gun in His Hand, regia di Joseph Losey
  - The Jury Goes Round 'N' Round, regia di Harry Edwards
  - The Little Witch, regia di George Templeton

- 1946
  - A Boy and His Dog, regia di LeRoy Prinz
  - College Queen, regia di George Templeton
  - Hiss and Yell, regia di Jules White
  - The Luckiest Guy in the World, regia di Joseph M. Newman

- 1947
  - Climbing the Matterhorn, regia di Irving Allen
  - Champagne for Two, regia di Mel Epstein
  - Fight of the Wild Stallions, regia di Thomas Mead
  - Give Us the Earth, regia di Gunther von Fritsch
  - A Voice Is Born: The Story of Niklos Gafni, regia di Ben Blake

- 1948
  - L'isola delle foche, regia di James Algar
  - Calgary Stampede, regia di Saul Elkins
  - Going to Blazes, regia di Gunther von Fritsch
  - Samba-Mania, regia di Billy Daniel
  - Snow Capers, regia di Thomas Mead

- 1949
  - Van Gogh, regia di Alain Resnais
  - The Boy and the Eagle, regia di William Lasky
  - Chase of Death, regia di Irving Allen
  - The Grass Is Always Greener, regia di Richard L. Bare
  - Snow Carnival, regia di Gordon Hollingshead

### 1950
- 1950
  - La valle dei castori, regia di James Algar
  - Grandma Moses, regia di Jerome Hill
  - My Country 'Tis of Thee, regia di Gordon Hollingshead

- 1951
  - La terra questa sconosciuta, regia di James Algar
  - Balzac, regia di Jean Vidal
  - Danger under the Sea, regia di Jacques-Yves Cousteau

- 1952
  - Uccelli acquatici, regia di James Algar e Ben Sharpsteen
  - Bridge of Time, regia di Geoffrey Boothby e David Eady
  - Devil Take Us, regia di Herbert Morgan
  - Thar She Blows!, regia di Gordon Hollingshead

- 1953
  - Il paese degli orsi, regia di James Algar
  - Ben and Me, regia di Hamilton Luske
  - Return to Glennascaul, regia di Hilton Edwards
  - Vesuvius Express, regia di Otto Lang
  - Winter Paradise, regia di John Jay

- 1954
  - A Time Out of War, regia di Denis Sanders
  - Beauty and the Bull, regia di Cedric Francis
  - Jet Carrier, regia di Otto Lang
  - Siam, regia di Ralph Wright

- 1955
  - The Face of Lincoln, regia di Wilbur T. Blume
  - The Battle of Gettysburg, regia di Herman Hoffman
  - On the Twelfth Day..., regia di Wendy Toye
  - Switzerland, regia di Ben Sharpsteen
  - 24 Hour Alert, regia di Cedric Francis

- 1956
  - The Bespoke Overcoat, regia di Jack Clayton
  - Cow Dog, regia di Larry Lansburgh
  - The Dark Wave, regia di Jean Negulesco
  - Samoa, regia di James Algar